# Drake Batherson
Drake Batherson (* 27. dubna 1998 Fort Wayne) je profesionální kanadský hokejový útočník momentálně hrající v týmu Ottawa Senators v severoamerické lize NHL. Stejný tým ho v roce 2017 draftoval ve 4. kole jako 121. celkově.

## Statistiky

### Klubové statistiky
| Sezóna      | Klub                         | Soutěž      |     | Základní část | Základní část | Základní část | Základní část | Základní část |    | Play off | Play off | Play off | Play off | Play off |
| Sezóna      | Klub                         | Soutěž      | Z   | G             | A             | B             | TM            | Z             | G  | A        | B        | TM       |          |          |
| 2015/16     | Cape Breton Screaming Eagles | QMJHL       | 10  | 0             | 2             | 2             | 2             | —             | —  | —        | —        | —        |          |          |
| 2016/17     | Cape Breton Screaming Eagles | QMJHL       | 61  | 22            | 36            | 58            | 70            | 11            | 7  | 5        | 12       | 14       |          |          |
| 2017/18     | Cape Breton Screaming Eagles | QMJHL       | 24  | 17            | 22            | 39            | 39            | —             | —  | —        | —        | —        |          |          |
| 2017/18     | Blainville-Boisbriand Armada | QMJHL       | 27  | 12            | 26            | 38            | 26            | 22            | 13 | 20       | 33       | 19       |          |          |
| 2018/19     | Belleville Senators          | AHL         | 59  | 22            | 40            | 62            | 39            | —             | —  | —        | —        | —        |          |          |
| 2018/19     | Ottawa Senators              | NHL         | 20  | 3             | 6             | 9             | 6             | —             | —  | —        | —        | —        |          |          |
| 2019/20     | Belleville Senators          | AHL         | 44  | 16            | 38            | 54            | 24            | —             | —  | —        | —        | —        |          |          |
| 2019/20     | Ottawa Senators              | NHL         | 23  | 3             | 7             | 10            | 13            | —             | —  | —        | —        | —        |          |          |
| 2020/21     | Ottawa Senators              | NHL         | 56  | 17            | 17            | 34            | 8             | —             | —  | —        | —        | —        |          |          |
| 2021/22     | Ottawa Senators              | NHL         | 46  | 17            | 27            | 44            | 32            | —             | —  | —        | —        | —        |          |          |
| 2022/23     | Ottawa Senators              | NHL         | 82  | 22            | 40            | 62            | 33            | —             | —  | —        | —        | —        |          |          |
| 2023/24     | Ottawa Senators              | NHL         | 82  | 28            | 38            | 66            | 42            | —             | —  | —        | —        | —        |          |          |
| 2024/25     | Ottawa Senators              | NHL         | 82  | 26            | 42            | 68            | 30            | 6             | 1  | 1        | 2        | 10       |          |          |
| NHL celkově | NHL celkově                  | NHL celkově | 391 | 116           | 177           | 293           | 164           | 6             | 1  | 1        | 2        | 10       |          |          |

### Reprezentace
| Rok                       | Tým                       | Soutěž                    | Z  | G | A  | B  | TM |
| ------------------------- | ------------------------- | ------------------------- | -- | - | -- | -- | -- |
| 2018                      | Kanada                    | MS-20                     | 7  | 7 | 0  | 7  | 4  |
| 2022                      | Kanada                    | MS                        | 10 | 3 | 11 | 14 | 6  |
| Juniorská kariéra celkově | Juniorská kariéra celkově | Juniorská kariéra celkově | 7  | 7 | 0  | 7  | 4  |
| Seniorská kariéra celkově | Seniorská kariéra celkově | Seniorská kariéra celkově | 10 | 3 | 11 | 14 | 6  |